# Amon Amarth/Diskografie
Diese Diskografie ist eine Übersicht über die musikalischen Werke der schwedischen Death-Metal-Band Amon Amarth. Den Schallplattenauszeichnungen zufolge hat sie bisher mehr als 160.000 Tonträger verkauft. Ihre erfolgreichste Veröffentlichung ist das zehnte Studioalbum Jomsviking mit über 100.000 verkauften Einheiten.

## Alben

### Studioalben
| Jahr | Titel Musiklabel                           | Höchstplatzierung, Gesamtwochen, AuszeichnungChartplatzierungen (Jahr, Titel, Musiklabel, Platzierungen, Wochen, Auszeichnungen, Anmerkungen) | Höchstplatzierung, Gesamtwochen, AuszeichnungChartplatzierungen (Jahr, Titel, Musiklabel, Platzierungen, Wochen, Auszeichnungen, Anmerkungen) | Höchstplatzierung, Gesamtwochen, AuszeichnungChartplatzierungen (Jahr, Titel, Musiklabel, Platzierungen, Wochen, Auszeichnungen, Anmerkungen) | Höchstplatzierung, Gesamtwochen, AuszeichnungChartplatzierungen (Jahr, Titel, Musiklabel, Platzierungen, Wochen, Auszeichnungen, Anmerkungen) | Höchstplatzierung, Gesamtwochen, AuszeichnungChartplatzierungen (Jahr, Titel, Musiklabel, Platzierungen, Wochen, Auszeichnungen, Anmerkungen) | Höchstplatzierung, Gesamtwochen, AuszeichnungChartplatzierungen (Jahr, Titel, Musiklabel, Platzierungen, Wochen, Auszeichnungen, Anmerkungen) | Anmerkungen                                                                      |
| Jahr | Titel Musiklabel                           | DE | AT | CH | UK | US | SE | Anmerkungen                                                                      |
| ---- | ------------------------------------------ | --- | --- | --- | --- | --- | --- | -------------------------------------------------------------------------------- |
| 1998 | Once Sent from the Golden Hall Metal Blade | — | — | — | — | — | — | Erstveröffentlichung: 10. Februar 1998 Produzent: Peter Tägtgren                 |
| 1999 | The Avenger Metal Blade                    | — | — | — | — | — | — | Erstveröffentlichung: 2. September 1999 Produzent: Peter In De Betou             |
| 2001 | The Crusher Metal Blade                    | — | — | — | — | — | — | Erstveröffentlichung: 8. Mai 2001 Produzenten: Peter Tägtgren, Peter In De Betou |
| 2002 | Versus the World Metal Blade               | — | — | — | — | — | — | Erstveröffentlichung: 18. November 2002 Produzent: Berno Paulsson                |
| 2004 | Fate of Norns Metal Blade                  | DE31 (2 Wo.)DE | AT56 (2 Wo.)AT | — | — | — | — | Erstveröffentlichung: 6. September 2004 Produzent: Berno Paulsson                |
| 2006 | With Oden on Our Side Metal Blade          | DE21 (4 Wo.)DE | AT27 (4 Wo.)AT | — | — | — | SE21 (1 Wo.)SE | Erstveröffentlichung: 22. September 2006 Produzent: Jens Bogren                  |
| 2008 | Twilight of the Thunder God Metal Blade    | DE6 (7 Wo.)DE | AT14 (5 Wo.)AT | CH21 (4 Wo.)CH | — | US50 (4 Wo.)US | SE11 (4 Wo.)SE | Erstveröffentlichung: 17. September 2008 Produzent: Jens Bogren                  |
| 2011 | Surtur Rising Metal Blade                  | DE8 (11 Wo.)DE | AT12 (5 Wo.)AT | CH20 (5 Wo.)CH | UK75 (1 Wo.)UK | US34 (2 Wo.)US | SE8 (5 Wo.)SE | Erstveröffentlichung: 25. März 2011 Produzent: Jens Bogren                       |
| 2013 | Deceiver of the Gods Metal Blade           | DE3 (9 Wo.)DE | AT7 (6 Wo.)AT | CH9 (8 Wo.)CH | UK67 (1 Wo.)UK | US19 (5 Wo.)US | SE9 (9 Wo.)SE | Erstveröffentlichung: 25. Juni 2013 Produzenten: Andy Sneap, Scott Atkins        |
| 2016 | Jomsviking Metal Blade                     | DE1 Gold · (14 Wo.)DE | AT1 (8 Wo.)AT | CH3 (6 Wo.)CH | UK30 (1 Wo.)UK | US19 (2 Wo.)US | SE5 (3 Wo.)SE | Erstveröffentlichung: 25. März 2016 Verkäufe: + 100.000 Produzent: Andy Sneap    |
| 2019 | Berserker Metal Blade                      | DE1 (14 Wo.)DE | AT2 (7 Wo.)AT | CH1 (8 Wo.)CH | UK25 (1 Wo.)UK | US47 (1 Wo.)US | SE5 (2 Wo.)SE | Erstveröffentlichung: 3. Mai 2019 Produzent: Jay Ruston                          |
| 2022 | The Great Heathen Army Metal Blade         | DE1 (9 Wo.)DE | AT4 (5 Wo.)AT | CH3 (6 Wo.)CH | UK95 (1 Wo.)UK | — | SE20 (1 Wo.)SE | Erstveröffentlichung: 5. August 2022 Produzent: Andy Sneap                       |

### Livealben
| Jahr | Titel Musiklabel                                           | Höchstplatzierung, Gesamtwochen, AuszeichnungChartplatzierungen (Jahr, Titel, Musiklabel, Platzierungen, Wochen, Auszeichnungen, Anmerkungen) | Höchstplatzierung, Gesamtwochen, AuszeichnungChartplatzierungen (Jahr, Titel, Musiklabel, Platzierungen, Wochen, Auszeichnungen, Anmerkungen) | Höchstplatzierung, Gesamtwochen, AuszeichnungChartplatzierungen (Jahr, Titel, Musiklabel, Platzierungen, Wochen, Auszeichnungen, Anmerkungen) | Höchstplatzierung, Gesamtwochen, AuszeichnungChartplatzierungen (Jahr, Titel, Musiklabel, Platzierungen, Wochen, Auszeichnungen, Anmerkungen) | Höchstplatzierung, Gesamtwochen, AuszeichnungChartplatzierungen (Jahr, Titel, Musiklabel, Platzierungen, Wochen, Auszeichnungen, Anmerkungen) | Höchstplatzierung, Gesamtwochen, AuszeichnungChartplatzierungen (Jahr, Titel, Musiklabel, Platzierungen, Wochen, Auszeichnungen, Anmerkungen) | Anmerkungen                             |
| Jahr | Titel Musiklabel                                           | DE | AT | CH | UK | US | SE | Anmerkungen                             |
| ---- | ---------------------------------------------------------- | --- | --- | --- | --- | --- | --- | --------------------------------------- |
| 2018 | The Pursuit of Vikings (Live at Summer Breeze) Metal Blade | DE8 (2 Wo.)DE | — | — | — | — | — | Erstveröffentlichung: 16. November 2018 |

### Kompilationen
| Jahr | Titel Musiklabel                    | Anmerkungen                                               |
| ---- | ----------------------------------- | --------------------------------------------------------- |
| 2010 | Hymns to the Rising Sun Metal Blade | Erstveröffentlichung: 8. September 2010 exklusiv in Japan |

## Videoalben und Musikvideos

### Videoalben
| Jahr | Titel Musiklabel                  | Höchstplatzierung, Gesamtwochen, AuszeichnungChartplatzierungen (Jahr, Titel, Musiklabel, Platzierungen, Wochen, Auszeichnungen, Anmerkungen) | Höchstplatzierung, Gesamtwochen, AuszeichnungChartplatzierungen (Jahr, Titel, Musiklabel, Platzierungen, Wochen, Auszeichnungen, Anmerkungen) | Höchstplatzierung, Gesamtwochen, AuszeichnungChartplatzierungen (Jahr, Titel, Musiklabel, Platzierungen, Wochen, Auszeichnungen, Anmerkungen) | Höchstplatzierung, Gesamtwochen, AuszeichnungChartplatzierungen (Jahr, Titel, Musiklabel, Platzierungen, Wochen, Auszeichnungen, Anmerkungen) | Höchstplatzierung, Gesamtwochen, AuszeichnungChartplatzierungen (Jahr, Titel, Musiklabel, Platzierungen, Wochen, Auszeichnungen, Anmerkungen) | Höchstplatzierung, Gesamtwochen, AuszeichnungChartplatzierungen (Jahr, Titel, Musiklabel, Platzierungen, Wochen, Auszeichnungen, Anmerkungen) | Anmerkungen                                           |
| Jahr | Titel Musiklabel                  | DE | AT | CH | UK | US | SE | Anmerkungen                                           |
| ---- | --------------------------------- | --- | --- | --- | --- | --- | --- | ----------------------------------------------------- |
| 2006 | Wrath of the Norsemen Metal Blade | DE91 (1 Wo.)DE | — | — | — | US— GoldUS | SE2 (3 Wo.)SE | Erstveröffentlichung: 12. Mai 2006 Verkäufe: + 60.000 |

### Musikvideos
| Jahr | Titel                       | Album                       |
| ---- | --------------------------- | --------------------------- |
| 2002 | Death in Fire               | Versus the World            |
| 2004 | The Pursuit of Vikings      | Fate of Norns               |
| 2006 | Runes to My Memory          | With Oden on Our Side       |
| 2006 | Cry of the Black Birds      | With Oden on Our Side       |
| 2008 | Twilight of the Thunder God | Twilight of the Thunder God |
| 2009 | Guardians of Asgard         | Twilight of the Thunder God |
| 2011 | Destroyer of the Universe   | Surtur Rising               |
| 2013 | Father of the Wolf          | Deceiver of the Gods        |
| 2013 | As Loke Falls               | Deceiver of the Gods        |
| 2014 | Deceiver of the Gods        | Deceiver of the Gods        |
| 2016 | First Kill                  | Jomsviking                  |
| 2016 | At Dawn’s First Light       | Jomsviking                  |
| 2017 | The Way of Vikings          | Jomsviking                  |
| 2019 | Raven’s Flight              | Berserker                   |
| 2019 | Crack the Sky               | Berserker                   |
| 2019 | Mjolner, Hammer of Thor     | Berserker                   |
| 2019 | Shield Wall                 | Berserker                   |
| 2022 | Put Your Back into the Oar  | –                           |
| 2022 | Get in the Ring             | The Great Heathen Army      |
| 2022 | The Great Heathen Army      | The Great Heathen Army      |
| 2022 | Find a Way of Make One      | The Great Heathen Army      |

## Sonderveröffentlichungen
| Jahr | Titel Musiklabel                                     | Anmerkungen                                                             |
| ---- | ---------------------------------------------------- | ----------------------------------------------------------------------- |
| 1992 | Thor Arise Selbstverlag                              | Erstveröffentlichung: 1992 Demo                                         |
| 1994 | The Arrival of the Fimbul Winter Selbstverlag        | Erstveröffentlichung: 1994 Demo                                         |
| 1996 | Sorrow Throughout the Nine Worlds Pulverized Records | Erstveröffentlichung: 5. April 1996 EP                                  |
| 2019 | Raven’s Flight / Crack the Sky Metal Blade           | Erstveröffentlichung: 17. April 2019 7"-Single, Beilage im Metal Hammer |

## Statistik

### Chartauswertung
|                     | DE    | AT    | CH    | UK    | US    | SE    |
| ------------------- | ----- | ----- | ----- | ----- | ----- | ----- |
| Nummer-eins-Alben   | DE3DE | AT1AT | CH1CH | UK—UK | US—US | SE—SE |
| Top-10-Alben        | DE7DE | AT4AT | CH4CH | UK—UK | US—US | SE4SE |
| Alben in den Charts | DE9DE | AT8AT | CH6CH | UK5UK | US5US | SE7SE |

|                          | DE    | AT    | CH    | UK    | US    | SE    |
| ------------------------ | ----- | ----- | ----- | ----- | ----- | ----- |
| Nummer-eins-Videoalben   | DE—DE | AT—AT | CH—CH | UK—UK | US—US | SE—SE |
| Top-10-Videoalben        | DE—DE | AT—AT | CH—CH | UK—UK | US—US | SE1SE |
| Videoalben in den Charts | DE1DE | AT—AT | CH—CH | UK—UK | US—US | SE1SE |

### Auszeichnungen für Musikverkäufe
| Platin-Schallplatte - Kanada - 2009: für das Videoalbum Wrath of the Norsemen |

Anmerkung: Auszeichnungen in Ländern aus den Charttabellen bzw. Chartboxen sind in ebendiesen zu finden.
| Land/RegionAuszeichnungen für Musikverkäufe (Land/Region, Auszeichnungen, Verkäufe, Quellen) | Gold     | Platin  | Verkäufe | Quellen           |
| -------------------------------------------------------------------------------------------- | -------- | ------- | -------- | ----------------- |
| Deutschland (BVMI)                                                                           | Gold1    | —       | 100.000  | musikindustrie.de |
| Kanada (MC)                                                                                  | —        | Platin1 | 10.000   | musiccanada.com   |
| Vereinigte Staaten (RIAA)                                                                    | Gold1    | —       | 50.000   | riaa.com          |
| Insgesamt                                                                                    | 2× Gold2 | Platin1 |          |                   |